# Удар соперника клюшкой (хоккей с шайбой)
Удар соперника клюшкой, официально удар клюшкой (англ. cross-checking) — в хоккее с шайбой нарушение правил, при совершении которого игрок своей клюшкой, которую держит одной рукой или двумя, наносит удар по телу, рукам или клюшке игрока команды-противника. Запрещён как нарушение правил против игроков согласно Правилам игры в хоккей НХЛ (правило 59), ИИХФ (правило 127), КХЛ и МХЛ (правило 537).

## Наказание
Подобный приём традиционно считается нарушением правил против игроков, поскольку удар клюшкой может привести к получению игроком травмы. Как правило, совершивший подобное нарушение игрок удаляется на две минуты. Однако если он умышленно пытался вывести противника из строя или его действия привели к получению противником травмы, нарушивший может получить более серьёзное наказание вплоть до матч-штрафа (5+20) и удаления до конца встречи. Степень наказания варьируется в зависимости от важности турнира, а также от последствий удара соперника клюшкой и степени полученных им повреждений. Обычно наказания в матчах Олимпийских игр и чемпионатов мира за это нарушение гораздо более строгие и частые, чем в матчах НХЛ и КХЛ.
Тем не менее, даже опытные хоккейные судьи могут принять ошибочное решение об удалении игрока, перепутав удар соперника клюшкой с задержкой соперника клюшкой или не заметив контакта клюшки с телом игрока. В финале женского хоккейного турнира зимних Олимпийских игр 2014 года между сборными США и Канады американка Хилари Найт была удалена на две минуты за удар соперника клюшкой (пострадала канадка Хейли Уикенхайзер). Решением были недовольны обе стороны: сборная Канады требовала назначить буллит, поскольку полагала, что была задержка соперника клюшкой, а сборная США требовала отменить удаление игрока, полагая, что контакта клюшки с игроком не было.

## Толкование правила

### ИИХФ
Правилами ИИХЛ удар соперника клюшкой классифицируется как удар по телу противника клюшкой обеими руками, если клюшка не касается льда. Это нарушение наказывается двумя минутами штрафа в обычном случае и большим штрафом в 5 минут с удалением до конца игры и возможной дисквалификацией на следующий матч, если игрок нанесёт травму игроку или хотя бы попытается это сделать.

### НХЛ
Правилами НХЛ удар соперника клюшкой классифицируется как действие, в ходе которого игрок, держа клюшку обеими руками, крюком клюшки наносит сильный удар по телу противника. Однако в этом случае только судья решает, насколько опасным был удар соперника клюшкой и какое наказание следует назначить: удаление на 2 минуты, формальное до конца игры (5+20) или дополнительно дисквалификацию на следующий матч. В случае удаления на 5+20 игрок обязуется также выплатить штраф в размере 100 долларов США. Дисквалификация на следующую игру присуждается, если нарушивший правила умышленно пытался нанести травму противнику. Комиссар НХЛ вправе назначить дополнительное взыскание нарушившему правила игроку.

### КХЛ
Согласно Правилам игры в хоккей КХЛ, ударивший противника своей клюшкой одной рукой или обеими руками с большой силой и амплитудой по телу, рукам или клюшке игрок совершает нарушение, квалифицируемое как «удар клюшкой». Также под это нарушение попадает случай, если игрок выбил клюшку из рук соперника, сломал свою клюшку или чужую, причём абсолютно неважно, владел ли пострадавший игрок шайбой или нет и был ли контакт между игроками. За попытку травмировать игрока, за нанесение травмы игроку, за удар клюшкой в пах или за замахивание клюшкой на противника в процессе любого конфликта игрок получает 5+20 минут штрафа (удаляется до конца игры) и автоматическую дисквалификацию на следующий матч. Если же игрок постукивает или подбивает клюшку противника снизу вверх с целью отобрать шайбу или не дать противнику принять передачу от партнёра, то это не считается ударом соперника клюшкой.